# Mariano Ferreyra

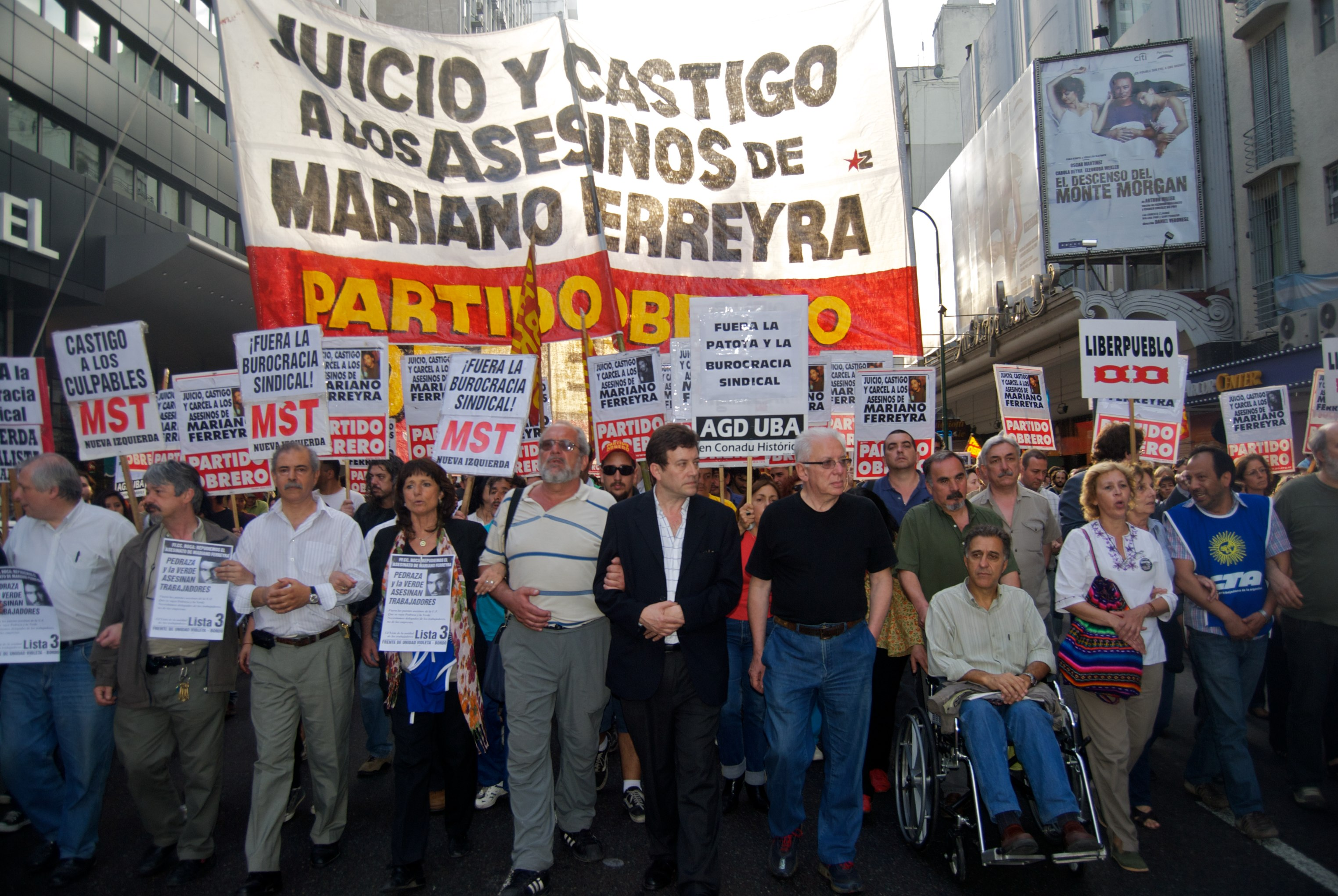
Cabeceira da mobilização realizada um dia após o crime

Mariano Ferreyra (3 de junho de 1987 - 20 de outubro de 2010) foi um dirigente da Federação Universitária de Buenos Aires (FUBA), militante do Partido Operário desde os 13 anos. No ano 2010 foi assassinado de um tiro no peito por um grupo de filiados  à União Ferroviária numa manifestação de trabalhadores tercerizados na que se exigia o passe à planta permanente na Línea Roca.

## Biografia
Mariano Ferreyra criou-se em Sarandí, no partido de Avellaneda - zona sul do Grande Buenos Aires - onde vivia com seus pais e sua irmã mais pequena.
Aos 13 anos começou a militar no Partido Operário. Foi presidente do Centro de Estudantes na escola secundária onde estudou e foi candidato a conselheiro escolar de Avellaneda pelo Partido Operário.

## Assassinato

Estêncil em homenagem ao militante Mariano Ferreyra.

No dia 20 de outubro de 2010, empregados ferroviários tercerizados, junto a militantes do Partido Operário (PO), o Movimento Teresa Rodríguez (MTR) e outras organizações, tentaram manifestar-se em reclamo do passe a planta permanente e pela reincorporación de trabalhadores despedidos de diferentes empresas que prestavam serviços para a Unidade de Gestão Operativa Ferroviária de Emergência (UGOFE). Aproximadamente às 11 da manhã, dantes de que os manifestantes pudessem ocupar as vias do Ferrovia Geral Rocha à altura da estação Avellaneda, um grupo de empregados pertencentes à União Ferroviária lhos impediu. A partir deste primeiro encontro, a infantería da Polícia Bonaerense custodiou o avanço dos manifestantes por ruas linderas às vias para a cidade de Buenos Aires, enquanto o grupo de sindicalistas insultando aos tercerizados, acompanhados pela divisão Roca da Polícia Federal.
Para perto das 12 horas, já na cidade de Buenos Aires, os polícias federais permaneciam junto ao grupo da União Ferroviária que nesse momento atacou com pedras e garrafas aos manifestantes que tentavam chegar outra vez às vias. Simultaneamente, os terceirizados eram reprimidos com balas de borracha pela Bonaerense, que depois se retirou do lugar.
Depois destes acontecimentos, os manifestantes decidiram se retirar do lugar e enquanto abandonavam o lugar pela rua Pedro Luján, o grupo da União Ferroviária desceu do terraplén e dirigiu-se para eles, os móveis da Federal apostados na rua entre ambos grupos se moveram para permitir o passo dos atacantes. Neste momento o grupo dos sindicalistas estava conformado por cerca de 100 pessoas, entre as quais se encontravam diversos empregados da União Ferroviária e barrasbravas de diferentes clubes de futebol. Este grupo tinha sido convocado o delegado gremial da UF, Pablo Díaz. Neste lugar encontrava-se um móvel do canal de notícias C5N, com a jornalista Gabriela Carchak, cobrindo  os  incidentes.
Aproximadamente às 13.40 hs o grupo coordenado por Díaz avançou contra os manifestantes que se encontravam abandonando o lugar, e o móvel de C5N foi acorralado por umas dez pessoas que os levaram para a cabeceira da empresa de transporte Chevallier, os obrigando a que deixassem de filmar o que estava acontecendo.
Enquanto o grupo arrojava elementos contundentes contra os manifestantes, Gabriel Sánchez e Cristian Favale dispararm varias vezes contra os manifestantes. Favale disparou até que sua arma encravou e, quando sucedeu isto, se vanaglorió de lhe ter disparado a Ferreyra no abdomen. Depois do ataque, as armas de fogo foram ocultadas por outros membros do grupo de União Ferroviária.
Como resultado dos disparos, morreu o jovem de 23 anos Mariano Ferreyra, e receberam graves feridas Elsa Rodríguez, Nelson Aguirre e Ariel Benjamín Pintos.

### Julgamento
Depois da morte de Mariano, 14 pessoas receberam sentença.
O Tribunal Oral Criminoso 21 da Capital Federal condenou a 15 anos de prisão ao ex secretário da União Ferroviária, José Ángel Pedraza, ao igual que a Juan Carlos Fernández por ser instigadores do crime de Mariano Ferreyra, enquanto Cristian Daniel Favale e Gabriel Sánchez a 18 anos como autores materiais da morte.
Também foi condenado a 18 anos de prisão Pablo Marcelo Díaz; a 11 anos de prisão a Jorge Daniel González e Salvador Pipitó, e a 8 anos de prisão Claudio Alcorcel.
Ademais conheceu-se a sentença de 10 anos de prisão para Luis Mansilla e Jorge Ferreyra, e 2 anos de prisão de execução condicional a Hugo Lompizano, Luis Echavarría e Gastón Conti. David Villalba foi condenado ao pagamento de uma multa, e foram absolvidos Guillermo Uño, Juan Carlos Pérez e Rolando Garay.
A leitura da sentença, a cargo do presidente do Tribunal, Horacio Dias, foi interrompida para desalojar a sala depois de alguns incidentes e manifestações que se originaram depois de se conhecer a condenação a parte dos arguidos. Fora dos tribunais de Comodoro Py, em tanto, militantes de diversas organizações sociais protestavam pela sentença.
A promotora María Luz Jalbert e a querela do Centro de Estudos Legais e Sociais (CELS), que representa à família de Ferreyra, tinha pedido perpétua para Pedraza, Fernández, Favale e Sánchez e Díaz.
Pedraza, em suas últimas palavras durante o julgamento, declarou-se inocente. «Jamais promovi nem tive nada que ver com o crime de seu filho», lhe disse à mãe do jovem.

### Considerações sobre seu assassinato
Correpi considera que o assassinato esteve garantido em sua execução e retirada dos homicidas pela Polícia Federal. Ademais agrega que se tratou de um exemplo da «repressão terceirizada», utilizada pelos governos para «a fazer mais eficaz e com menos custo político que quando directamente manda seus polícias e gendarmes».

## Livros
- Rojas, Diego (2011). ¿Quién mató a Mariano Ferreyra?. Grupo Editorial Norma. ISBN 978-987-545-277-0.
- Rath, Christian (2011). Trabajadores, tercerización y burocracia sindical. El caso Mariano Ferreyra. Editorial Biblos. ISBN 978-950-786-943-3.
- AA.VV. (2013). Mariano Ferreyra. El diario del juicio. Editorial Rumbos.

## Filmografía
- O grupo Olho Operário realizou um festival de curtos chamado Videminutos por Mariano Ferreyra, nele se expuseram no cinema Gaumont de Buenos Aires uma treintena de curtos, entre os que se destacaram os realizados por Enrique Piñeyro e o de Santiago Mitre junto a Mariano Llinás.
- O 4 de abril do 2013 estreou-se nos cinemas o filme Quem matou Mariano Ferreyra?, baseada em seu livro homónimo.